# アイラ・ボーエン
アイラ・ボーエン（Ira Sprague Bowen、1898年12月21日 - 1973年2月6日）は、アメリカ合衆国の天文学者である。星雲の分光学の分野でウィリアム・ハギンズによって発見され、ジョン・ウィリアム・ニコルソンによって未知の元素「ネブリウム」であるとも考えられていた星雲からのスペクトル線がイオン化した酸素の吸収線であることを示した。土地の乾燥度を表す指標としても用いられるボーエン比（顕熱輸送量の潜熱輸送量に対する比）は彼の名に因んでいる。
オベリン大学で学んだ後、シカゴ大学でロバート・ミリカンに学んだ。ミリカムとともにカリフォルニア工科大学に移り、1921年から1945までカリフォルニア工科大学で研究した。1927年星雲からのスペクトル線は未知の元素ネブリウムによるものでないことを示した。1948年からウィルソン山天文台、1948年からパロマー天文台の所長となり1964年まで務めた。

## 賞・叙勲等
賞
- ヘンリー・ドレイパー・メダル (1942年)
- ハワード・N・ポッツ・メダル (1946年)
- ランフォード賞 (1949年)
- フレデリック・アイヴズメダル (1952年、アメリカ光学会)
- ブルース・メダル (1957年)
- ヘンリー・ノリス・ラッセル講師職 (1964年、米国天文学会)
- 王立天文学会ゴールドメダル (1966年)

命名
- 月のクレータ Bowen
- 小惑星 (3363) Bowen[1]。